# Chorinaeus facialis
Chorinaeus facialis là một loài tò vò trong họ Ichneumonidae.